# Rudy Hartono
Rudy Hartono Kurniawan (rodným jménem Nio Hap Liang; * 18. srpna 1949 Surabaja) je bývalý indonéský badmintonista, často označovaný za jednoho z nejlepších badmintonistů historie. Osmkrát vyhrál v singlu prestižní All-England Championship (doposavad rekord), z toho sedmkrát v řadě (1968–1974). V roce 1980 se stal mistrem světa ve dvouhře. Mistrovství však vzniklo až roku 1977, na sklonku jeho kariéry. Stejně tak v jeho éře nebyl badminton olympijským sportem, pouze v roce 1972 byl na hrách v Mnichově sportem ukázkovým. Tento turnaj Hartono vyhrál a stal se tak prvním indonéským zlatým olympijským medailistou v historii, ačkoli jde o medaili neoficiální. S indonéskou reprezentací čtyřikrát vyhrál Thomas Cup (1970, 1973, 1976, 1979) a jednou turnaj na Asijských hrách (1970). V roce 1997 byl uveden do síně slávy Mezinárodní badmintonové federace. Na vrcholu své slávy v roce 1971 hrál v indonéském filmu Matinja Seorang Bidadari. Po skončení sportovní kariéry se věnoval trenérské a funkcionářské činnosti jak v národní asociaci, tak v Mezinárodní badmintonové federaci.